# التنميط الظاهري الرقمي
التنميط الظاهري الرقمي هو مجال متعدد التخصصات من العلوم، تم تعريفه من قِبَل Jukka-Pekka Onnela في عام 2015 بأنه «التحديد الكمّي اللحظي للنمط الظاهري البشري على المستوى الفردي في الموقع باستخدام بيانات الأجهزة الرقمية الشخصية»، وتحديدًا الهواتف الذكيّة. ويمكن تقسيم البيانات إلى مجموعتين فرعيتين، تسمى البيانات النشطة والبيانات غير النشطة، فالبيانات النشطة تتطلب مدخلات نشطة من المستخدمين ليتم إنتاجها، أما البيانات الغير نشطة فلا تحتاج إلى مشاركة نشطة من المستخدمين، مثل بيانات الاستشعار وأنماط استخدام الهاتف.
تعتبر الهواتف الذكيّة مناسبة جدًا لعملية التنميط الظاهري الرقمي، وذلك يعود لامتلاكها على نطاق واسع، ومدى تفاعل المستخدمين معها، بالإضافة إلى ثراء البيانات التي يمكن جمعها منها. يمكن استخدام بيانات الهواتف الذكية لدراسة الأنماط السلوكية والتفاعلات الاجتماعية والتنقل البدني والنشاط الحركي الإجمالي وإنتاج الكلام، من بين أمور أخرى. وفي السنوات القليلة الماضية زادت ملكية الهواتف الذكية بشكل ملحوظ. فعلى سبيل المثال زادت ملكية الهواتف الذكية بين البالغين في الولايات المتحدة من 35% في عام 2011 إلى 64% في عام 2015، وفي عام 2017 ما يقدّر بنحو 95% من الأميركيين يمتلكون هاتفًا محمولًا من نوع ما و77% يمتلكون هواتف ذكية.
يمكن أن يوفر استخدام جمع البيانات الغير نشطة من أجهزة الهواتف الذكية معلومات دقيقة ذات صلة بالأنماط الظاهرية للأمراض النفسية وغيرها من الأنماط المرضية. من ضمن هذه البيانات الغير نشطة هي بيانات نظام تحديد المواقع العالمي (GPS) وتستخدم لمراقبة الموقع المكاني، وبيانات مقياس التسارع لتسجيل الحركة والنشاط الحركي، وأيضًا سجلات المكالمات والرسائل لتوثيق المشاركة الاجتماعية مع الآخرين.
تم طرح مصطلح «النمط الظاهري الرقمي» في مجال التكنلوجيا الحيويّة من قِبل Sachin H. jain وJohn Brownstein.